# Aaron Rodgers
Aaron Charles Rodgers (* 2. Dezember 1983 in Chico, Kalifornien) ist ein US-amerikanischer American-Football-Spieler auf der Position des Quarterbacks. Er spielte von 2005 bis 2023 für die Green Bay Packers in der National Football League (NFL), mit denen er den Super Bowl XLV gewann und zum Super Bowl MVP gewählt wurde. Im April 2023 wechselte Rodgers zu den New York Jets. Nach seiner Zeit in New York unterschrieb Rodgers im Juni 2025 einen Einjahresvertrag bei den Pittsburgh Steelers.

## Familie
Sein Vater Ed spielte drei Jahre lang als Offensive Guard in einem Semi-Pro-Team. Sein jüngerer Bruder Jordan spielte ebenfalls Quarterback an der Pleasant Valley High School und spielte ab 2007 in der Mannschaft des Butte College.
Von Januar 2018 bis Juli 2020 war er mit der Automobilrennfahrerin Danica Patrick liiert. Im April 2018 erwarb Rodgers Anteile des NBA-Franchise der Milwaukee Bucks.
Im Februar 2021 wurde seine Verlobung mit Schauspielerin Shailene Woodley bekannt. Die beiden sollen schon seit Mitte 2020 ein Paar sein. Im Februar 2022 wurde im People-Magazin die Trennung des Paares bekannt gegeben.

## Highschool
Rodgers besuchte die Pleasant Valley High School seines Heimatorts Chico. Während seiner Schulzeit war er über zwei Jahre hinweg der Starting-Quarterback und warf Pässe für 4.421 Passing-Yards. Er stellte dabei mehrere Schulrekorde auf. Zum einen warf er einmal sechs Touchdowns in einem Spiel und erzielte 440 Yards. Zudem stellte er mit 2.466 Yards einen Saison-Schulrekord auf. In seiner Senior-Saison spielte er zudem als Pitcher für das Baseball-Team der Highschool.

## College
Obwohl er das Angebot hatte, an die University of Illinois zu gehen, blieb Rodgers zunächst in der Heimat und besuchte das Butte College in Oroville, Kalifornien. In der Saison 2002 stellte er dabei mehrere Schulrekorde auf (2.248 Yards; 468 Yards in einem Spiel gegen Fresno City; 2.156 Passing-Yards; 26 Touchdownpässe in einer Saison; sechs Touchdownpässe in einem Spiel).
Der Head Coach der University of California, Berkeley, Jeff Tedford, wurde auf ihn aufmerksam und holte Rodgers nach Berkeley zu den Golden Bears. Im fünften Spiel der Saison 2003 avancierte Rodgers zum Starting-Quarterback und führte das Team in den Insight Bowl, wo die Virginia Tech Hokies geschlagen werden konnten. 2004 erreichten die Golden Bears den Holiday Bowl, unterlagen dort aber der Texas Tech University.

## NFL
Rodgers wurde im NFL Draft 2005 in der ersten Runde, an 24. Stelle, von den Green Bay Packers ausgewählt. Er war damit der zweite Quarterback, der ausgewählt wurde (Alex Smith wurde als erster Spieler von den San Francisco 49ers gedraftet). In seinen ersten drei Jahren in der NFL musste er sich allerdings mit der Rolle des Ersatzmanns hinter Brett Favre zufriedengeben und kam nur zu Kurzeinsätzen.
Nachdem Brett Favre am 4. März 2008 seinen Rücktritt bekannt gegeben hatte, machte Head Coach Mike McCarthy Aaron Rodgers zum neuen Starting-Quarterback der Packers. Dazu passt auch, dass die Packers im Draft 2008 mit Brian Brohm und Matt Flynn zwei Rookies auf der Quarterback-Position verpflichteten und bewusst darauf verzichteten, einen erfahrenen NFL-Quarterback zu engagieren. An diesem Standpunkt des Clubs und der Coaches änderte auch der „Rücktritt vom Rücktritt“ Favres im August nichts mehr. Favre wurde nach einigen Querelen an die New York Jets abgegeben, und Rodgers blieb Starter.
Am 8. September 2008 gab Rodgers sein Debüt als Starter im Monday Night Football gegen die Minnesota Vikings im heimischen Lambeau Field. Er war damit der erste Starting-Quarterback der Packers seit 1992, dessen Name nicht Brett Favre lautete. Rodgers spielte solide, brachte 18 seiner 22 Pässe für 178 Yards und einen Touchdown an den Mann. Zudem steuerte er selbst einen Lauftouchdown zum 24:19-Sieg seines Teams bei.
Auch sein zweiter Start beim Spiel in Detroit endete mit einem Erfolg. Rodgers warf zum ersten Mal mehr als 300 Yards in einem Spiel und erzielte dabei drei Touchdowns, ohne sich eine Interception zu erlauben. Dafür wurde er in der wöchentlichen Abstimmung zum FedEx Air Player of the Week gewählt. Am 31. Oktober 2008 verlängerten die Packers den Vertrag mit Rodgers vorzeitig um sechs Jahre, bei einem Vertragsvolumen von 65 Millionen US-Dollar. Die weitere Saison verlief insgesamt gesehen unbefriedigend. Zwar spielte Rodgers auf einem guten Niveau (er erreichte ein Quarterback Rating von 93,8), allerdings gingen viele Spiele knapp verloren. Am Ende stand für die Packers eine Bilanz von sechs Siegen bei zehn Niederlagen zu Buche, obwohl ein positives Punkteverhältnis von 419:380 erzielt wurde. Zudem gelang es Rodgers als erst zweitem Quarterback der NFL nach Kurt Warner 1999, in seiner ersten Saison als Starter mehr als 4.000 Yards Raumgewinn durch Pässe zu erzielen.

### 2009

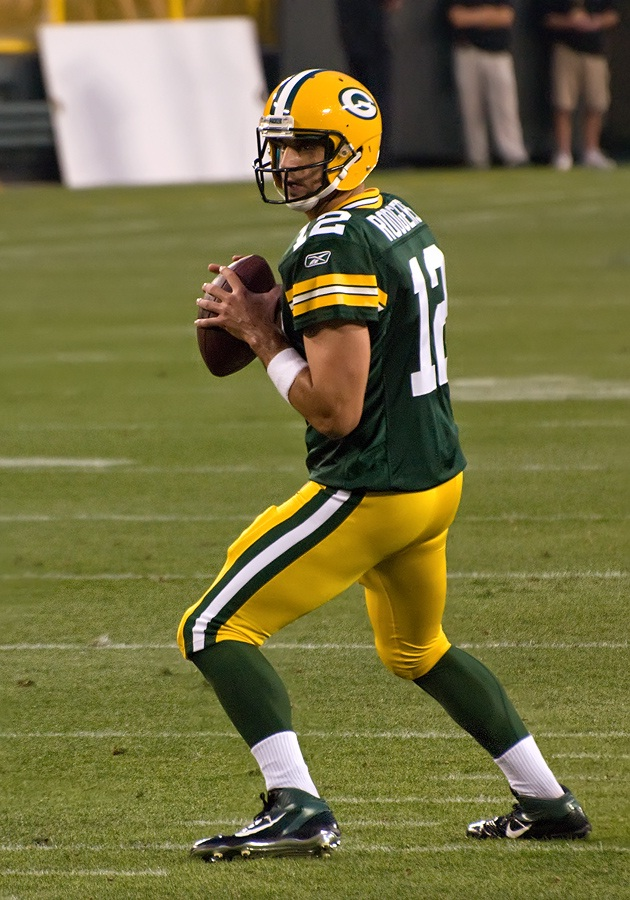
Aaron Rodgers (2011)

Die Saison 2009 bedeutete den Durchbruch für Rodgers. So erspielte er unter anderem ein Quarterback Rating von 103,2 und warf nur sieben Interceptions. Er führte die Mannschaft in die Play-offs, in denen sie aber im Wildcard-Spiel gegen die Arizona Cardinals mit 45:51 unterlagen. Der Lohn für die erfolgreiche Saison war Rodgers erstmalige Berufung in den Pro Bowl.

### 2010
Auch in der folgenden Saison 2010 sicherte sich Rodgers mit den Packers wieder eine Wildcard. Nach einem verhaltenen Start mit drei Siegen aus den ersten sechs Spielen steigerte sich das Team um Rodgers und schloss die Saison mit einer Bilanz von 10:6 ab, womit sie als 6. Team der National Football Conference (NFC) die Play-offs erreichten. Rodgers schloss die Saison mit einem Quarterback Rating von 101,2 bei 3.922 erzielten Yards ab. Im Wildcard-Spiel trafen die Packers auf die Philadelphia Eagles, welche sie mit 21:16 bezwangen. Als klarer Außenseiter gehandelt, gingen die Packers nun in das Spiel gegen die Atlanta Falcons, die in der Saison das beste Team der NFC waren. Die Packers gewannen das Spiel jedoch überraschend deutlich mit 48:21. Überragender Mann auf dem Feld war Aaron Rodgers, der in diesem Spiel 31 seiner 36 Pässe für insgesamt 366 Yards Raumgewinn und drei Touchdowns an den Mann brachte. Zudem erlief er selbst einen Touchdown. Im NFC Championship Game trafen die Packers am 23. Januar 2011 auf die Chicago Bears. Das Spiel endete 21:14 zugunsten von Green Bay, wodurch Rodgers sein Team in den Super Bowl XLV gegen die Pittsburgh Steelers führte. Nachdem die Packers die erste Hälfte des Spiels dominiert hatten und mit 21:10 zur Halbzeit führten, kamen die Steelers in der zweiten Hälfte immer mehr ins Spiel zurück, konnten den Rückstand jedoch zu keinem Zeitpunkt mehr aufholen. Rodgers warf Pässe für 304 Yards und drei Touchdowns. Die Packers gewannen das Spiel mit 31:25. Rodgers wurde im Anschluss zum Super Bowl MVP gewählt.
Rodgers hielt nach der Saison 2010 mit einem Quarterback Rating von 98,4 und einer Interceptionrate von nur 2,0 Prozent zwei neue NFL-Karriere-Rekorde.

### 2011
Mit einem Quarterback Rating von 122,5 brach Rodgers in der Saison 2011 den Rekord für das beste Rating in einer Saison. Der vorige Rekord wurde von Peyton Manning 2004 aufgestellt und lag bei 121,1. Rodgers führte die Green Bay Packers zu einer Bilanz von 15:1 Siegen in der Regular Season und warf Pässe für 4.643 Yards und 45 Touchdowns – ein neuer Teamrekord – bei nur sechs Interceptions. Außerdem lief er selbst zu drei Touchdowns. Das letzte Spiel der Regular Season spielte er nicht, da die Packers sich bereits einen Heimspielvorteil für die gesamten Play-offs gesichert hatten und Schlüsselspieler schonten.
In den Play-offs empfingen die Green Bay Packers die New York Giants. Aaron Rodgers warf 26 vollständige Pässe bei 46 Versuchen und zwei Touchdowns, aber auch eine Interception. Die Packers unterlagen den Giants 37:20.
Am 4. Februar 2012 wurde Rodgers von Mitgliedern der Presse als Most Valuable Player (MVP) der Saison 2011 gewählt. Er ist somit der erste Spieler der Green Bay Packers seit Brett Favre 1997, der diesen Titel verliehen bekam. Von 50 abgegebenen Stimmen bekam Rodgers 48 und konnte sich somit klar gegen Drew Brees durchsetzen, der die restlichen zwei Stimmen bekam.

### 2012
Zum Saisonstart 2012 schloss Rodgers mit der Gruppe Boyz II Men eine Wette ab, wonach die Gruppe im Falle eines Sieges im ersten Saisonspiel die Nationalhymne vor dem nächsten Heimspiel gesungen hätte. Da das Spiel gegen die 49ers jedoch mit einer 30:22-Niederlage endete, musste Rodgers beim nächsten Training ein Trikot des damaligen 49ers-Quarterbacks Alex Smith tragen.
In den Wochen 4 (319 Yards, 6 Touchdowns und 1 Interception) und 6 gewann er die Auszeichnung als NFC Offensive Player of the Week sowie im Oktober durch 17 Touchdowns in fünf Spielen die Auszeichnung als NFC Offensive Player of the Month. In der Saison erzielte Rodgers ein Quarterback Rating von 108,0 und setzte sich mit den Packers zum zweiten Mal in Folge an die Spitze der NFC North. Die Playoffs begannen mit einem 24:10-Sieg in der Wild Card Round gegen die Minnesota Vikings, Rodgers kam auf 23 von 33 Pässe sowie 274 Yards. In der Divisional Round mussten sich die Packers mit 45:31 den 49ers geschlagen geben. Rodgers erreichte 257 Yards und erzielte zwei Touchdowns sowie eine Interception. Zudem wurde er zum dritten Mal in seiner Karriere für den Pro Bowl nominiert.

### 2013
Am 13. Spieltag der Saison 2013 beim 23:14-Erfolg gegen die Minnesota Vikings im heimischen Lambeau Field warf Rodgers zwar nur einen Touchdown, er brach damit aber einen 50 Jahre alten NFL-Rekord von Johnny Unitas. Rodgers warf 35 Heimspiele in Folge mindestens einen Touchdownpass. Unitas hatte den bisherigen Rekord zwischen 1956 und 1962 im heimischen Memorial Stadium in Baltimore aufgestellt.
Im April 2013 verlängerten die Packers den bis 2014 laufenden Vertrag mit Rodgers für 110 Millionen US-Dollar um weitere fünf Jahre. Dies machte ihn zum bestbezahlten Spieler der NFL, noch vor Joe Flacco.
Im Spiel gegen die Chicago Bears in Woche 9 der Saison 2013 zog sich Rodgers eine Fraktur des Schlüsselbeins zu. Diese Verletzung führte zu einem mehrwöchigen Ausfall, durch den die Packers ins Wanken gerieten. Erst mit seiner Rückkehr im letzten Spiel der Regular Season konnten die Packers den Einzug in die Play-offs sichern.

### 2014
In der Saison 2014 spielte er die letzten vier Spiele mit einer Verletzung in der Wade, verpasste dennoch den Einzug in den Super Bowl nur knapp in der Verlängerung des NFC Championship Games gegen die Seattle Seahawks. Für seine Leistungen wurde er zum zweiten Mal mit dem NFL Most Valuable Player Award ausgezeichnet.

### 2015
Mit einem Quarterback Rating von 92,7 war die Saison 2015 statistisch gesehen seine schlechteste Saison als Starting-Quarterback. Eine der Gründe dafür war das Fehlen seiner Lieblingsanspielstation Jordy Nelson, der verletzungsbedingt nicht spielen konnte. Während der Saison schafften die Packers durch einen Hail Mary Pass von Rodgers allerdings eines der größten Comebacks in ihrer Geschichte, weshalb das Spiel später als Miracle in Motown bekannt wurde. Mit einer 10-6-Bilanz wurden die Play-offs erreicht, wo zuerst die Washington Redskins besiegt wurden. Das nächste Spiel gegen die Cardinals wurde erst in der Overtime entschieden, wobei es bis kurz vor Ende erst 13:20 für Arizona stand. 55 und fünf Sekunden vor Spielende konnte Rodgers zwei Hail-Mary-Pässe auf Janis anbringen, durch welche die Packers auf 20:20 ausgleichen konnten. Wenig später verloren sie jedoch durch einen Touchdown von Larry Fitzgerald.

### 2016
Die Saison 2016 lief für die Packers sehr wechselhaft. Nach 10 Spielen stand man 4-6, wobei jedoch die letzten vier Spiele verloren wurden. Mit dieser Bilanz stand man nur auf dem dritten Platz in der Division, weshalb Rodgers und Head Coach McCarthy stark in der Kritik standen. Nach der vierten Niederlage in Folge prophezeite Rodgers in einem Interview, dass man die nächsten sechs Spiele gewinnen würde. Tatsächlich schafften die Packers unter Rodgers diese Siegesserie, wodurch man die Division noch gewinnen konnte. Im Wildcard-Spiel besiegte man die Giants mit 38:13, wobei Rodgers am Ende der ersten Halbzeit wieder einen 42-Yard-Hail-Mary-Pass auf Cobb warf. Die Dallas Cowboys konnten im darauffolgenden Spiel knapp mit 34:31 besiegt werden, wobei Rodgers erst 12 Sekunden vor Spielende mit einem 35-Yard-Pass auf Cook, Crosby in eine aussichtsreiche Field-Goal-Position bringen konnte. Das folgende NFC Championship Game gegen die Atlanta Falcons wurde deutlich mit 21:44 verloren. Mit 40 geworfenen Touchdowns warf Rodgers 2016 die meisten in der Regular Season.

### 2017
In der Saison 2017 zog sich Rodgers am 6. Spieltag gegen die Minnesota Vikings erneut eine Fraktur des Schlüsselbeins zu. Obwohl zuerst befürchtet worden war, dass er bis zum Ende der Regular Season ausfallen könnte, stand er bereits zwei Monate später am 17. Dezember beim Spiel gegen die Carolina Panthers wieder als Starting Quarterback auf dem Feld. Dieses ging jedoch mit 24:31 verloren, wobei Rodgers 3 Interceptions warf. Die Niederlage, gepaart mit dem Sieg der Atlanta Falcons am Tag darauf, warf die Packers aus dem Play-off-Rennen und veranlasste das Team, Rodgers wieder auf die Verletztenliste zu setzen, um sein Schlüsselbein vollständig heilen zu lassen.

### 2018
Zu Beginn der Saison 2018 verlängerte Aaron Rodgers seinen bis 2020 laufenden Vertrag mit den Green Bay Packers bis 2023. Dafür erhält er rund 134 Millionen Dollar.
Bereits im ersten Saisonspiel gegen die Chicago Bears zog sich Rodgers eine Knieverletzung zu, konnte jedoch im dritten Viertel wieder auflaufen und führte die Packers zu einem 24:23-Sieg mit 286 Yards und drei Touchdowns.
Im vierten Spiel gelang ihm seine erste Interception nach 150 Versuchen und in Week 16 gegen die New York Jets erzielte er 442 Passing Yards und vier Touchdowns. Am 18. Dezember 2018 wurde er zum siebten Mal zum Pro Bowl nominiert, konnte jedoch aufgrund seiner Verletzung nicht spielen. Die Regular Season endete im Spiel gegen die Detroit Lions für Rodgers mit einer Gehirnerschütterung, die anschließende Überprüfung auf Symptome im Krankenhaus ergab jedoch keine langfristigen Folgen.
Rodgers schloss somit die Saison mit einem 97,6 Quarterback Rating, 25 Passing Touchdowns und zwei Interceptions ab. Ihm gelangen zudem die Rekorde für die meisten aufeinanderfolgenden Pässe ohne eine Interception sowie die geringste Interceptionquote seiner Pässe.

### 2019
Nach dem Trainerwechsel mit Matt LaFleur zum Saisonstart warf Rodgers in der Regular Season insgesamt 4002 Passing Yards, 26 Touchdowns und vier Interceptions. Die Packers gewannen anschließend in der Divisional Round mit 28:23 gegen die Seattle Seahawks mit 243 Yards und zwei Touchdowns durch Rodgers, unterlagen jedoch im NFC Championship Game mit 20:39 gegen die 49ers, trotz 326 Yards und zwei Touchdowns von Rodgers.

### 2020
In der Saison 2020 konnte Rodgers mit den Packers einige Erfolge, z. B. gegen die New Orleans Saints (37:30), Atlanta Falcons (30:16), Houston Texans (35:29) sowie die Chicago Bears feiern. In der Regular Season erreichten die Packers somit eine 13:3-Statistik und konnten in die Playoffs einziehen. Rodgers kam in den 16 Spielen der Regular Season auf 4299 Passing Yards, 48 Touchdowns und fünf Interceptions. Dies bewirkte seine Führung in zahlreichen Statistiken, darunter Touchdownpässe und Passrating. Zudem gelang ihm die Nominierung in das 2020 All-Pro Team sowie die Nominierung als NFL MVP der Pro Football Writers of America.
In der Divisional Round der Playoffs siegten die Packers mit 32:18 gegen die Los Angeles Rams, Rodgers kam auf 296 Passing Yards und drei Touchdowns. Im NFC Championship Game gegen die Tampa Bay Buccaneers unterlagen die Packers mit 31:26 trotz Rodgers’ 346 Yards und drei Touchdowns. Ende Januar 2021 wurde er zum dritten Mal zum Associated Press NFL Most Valuable Player sowie zum FedEx Air Player of the Year gewählt.

### 2021
Am 3. November 2021 wurde bekannt, dass Rodgers an COVID-19 erkrankt war. Er war ungeimpft und hatte sich stattdessen einer homöopathischen Heilmethode unterzogen. Daher betrachtete er sich als immunisiert; sein Antrag, die homöopathische Behandlung als Impfung anzuerkennen, wurde von der NFL abgelehnt. In einem Interview sagte er dazu, er sei „allergisch auf einen Wirkstoff in den mRNA-Impfstoffen“ und glaube „stark an körperliche Autonomie“.
Am 25. Dezember 2021 überbot er den Franchise-Rekord der meisten Touchdowns für die  Packers von Brett Favre (442) beim 24:22-Sieg über die Cleveland Browns und steht nun selbst bei 445.

### 2022
Vor der Saison 2022 unterschrieb Rodgers einen Vertrag über drei Jahre bei den Packers. Trotz einer insgesamt starken Saison von Rodgers verpassten die Packers die Playoffs durch eine Niederlage im letzten Spiel der Saison gegen die Detroit Lions.

### 2023
Am 26. April 2023 wurde Rodgers von den New York Jets verpflichtet. Er folgte damit Brett Favre, der ebenfalls lange bei den Green Bay Packers gespielt hatte, bevor er zu den Jets wechselte. Im ersten Spiel der Saison zog sich Rodgers eine Achillessehnenruptur zu, die operiert werden musste und Rodgers zu einer mehrmonatigen Verletzungspause zwang.

### 2024
Nach einer enttäuschenden Saison 2024, in der die Jets nur 5 Spiele gewannen und die Play-offs klar verpassten, wurde Rodgers im März 2025 von den Jets entlassen. Er warf in dieser Spielzeit für 3897 Yards und erzielte 28 Touchdowns bei 11 Interceptions.

### 2025
Nachdem Rodgers nach seiner Trennung von den Jets zum ersten Mal in seiner Karriere zum Free Agent geworden war, einigte er sich am 6. Juni 2025 mit den Pittsburgh Steelers und damit mit dem Franchise, gegen das er 2010 Super Bowl XLV gewonnen hatte, auf einen Einjahresvertrag.

## Statistiken

### College
Passspiel
| Jahr   | Team   | Comp-Att | Comp% | Yards | TD | INT | QB Rtg |
| ------ | ------ | -------- | ----- | ----- | -- | --- | ------ |
| 2003   | Cal    | 215-349  | 61.6  | 2903  | 19 | 5   | 146.58 |
| 2004   | Cal    | 209-316  | 66.1  | 2566  | 24 | 8   | 154.35 |
| Gesamt | Gesamt | 424-665  | 63.8  | 5469  | 43 | 13  | 150.27 |

Laufspiel
| Jahr   | Team   | Carries | Yards | Average | Long | TDs |
| ------ | ------ | ------- | ----- | ------- | ---- | --- |
| 2003   | Cal    | 86      | 210   | 2.4     | 24   | 5   |
| 2004   | Cal    | 74      | 126   | 1.7     | 26   | 3   |
| Gesamt | Gesamt | 160     | 336   | 2.10    | 26   | 8   |

### NFL
Passspiel
| Jahr   | Team   | Comp-Att  | Comp% | Yards  | TD  | INT | Long | QB Rtg |
| ------ | ------ | --------- | ----- | ------ | --- | --- | ---- | ------ |
| 2005   | GB     | 9–16      | 56,3  | 65     | 0   | 1   | 16   | 39,8   |
| 2006   | GB     | 6–15      | 40,0  | 46     | 0   | 0   | 16   | 48,2   |
| 2007   | GB     | 20–28     | 71,4  | 218    | 1   | 0   | 43   | 106,0  |
| 2008   | GB     | 341–536   | 63,6  | 4038   | 28  | 13  | 71   | 93,8   |
| 2009   | GB     | 350–541   | 64,7  | 4434   | 30  | 7   | 83   | 103,2  |
| 2010   | GB     | 312–475   | 65,7  | 3922   | 28  | 11  | 86   | 101,2  |
| 2011   | GB     | 343–502   | 68,3  | 4643   | 45  | 6   | 93   | 122,5  |
| 2012   | GB     | 371–552   | 67,2  | 4295   | 39  | 8   | 73   | 108,0  |
| 2013   | GB     | 193–290   | 66,6  | 2536   | 17  | 6   | 83   | 104,9  |
| 2014   | GB     | 341–520   | 65,6  | 4381   | 38  | 5   | 80   | 112,2  |
| 2015   | GB     | 347–572   | 60,7  | 3821   | 31  | 8   | 65   | 92,7   |
| 2016   | GB     | 401–610   | 65,7  | 4428   | 40  | 7   | 66   | 104,2  |
| 2017   | GB     | 154–238   | 64,7  | 1675   | 16  | 6   | 72   | 97,2   |
| 2018   | GB     | 372–597   | 62,3  | 4442   | 25  | 2   | 75   | 97,6   |
| 2019   | GB     | 353–569   | 62,0  | 4002   | 26  | 4   | 74   | 95,4   |
| 2020   | GB     | 372–526   | 70,7  | 4299   | 48  | 5   | 78   | 121,5  |
| 2021   | GB     | 366–531   | 68,9  | 4115   | 37  | 4   | 75   | 111,9  |
| 2022   | GB     | 350–542   | 64,6  | 3695   | 26  | 12  | 58   | 91,1   |
| 2023   | NYJ    | 0–1       | 0,0   | 0      | 0   | 0   | 0    | 39,6   |
| 2024   | NYJ    | 368–584   | 63,0  | 3897   | 28  | 11  | 71   | 90,5   |
| Gesamt | Gesamt | 5369-8245 | 65,1  | 62.952 | 503 | 116 | 93   | 102,6  |

Laufspiel
| Jahr   | Team   | Läufe | Yards | Average | Long | TDs |
| ------ | ------ | ----- | ----- | ------- | ---- | --- |
| 2005   | GB     | 2     | 7     | 3,5     | 8    | 0   |
| 2006   | GB     | 2     | 11    | 5,5     | 6    | 0   |
| 2007   | GB     | 7     | 29    | 4,1     | 13   | 0   |
| 2008   | GB     | 56    | 207   | 3,7     | 21   | 4   |
| 2009   | GB     | 58    | 316   | 5,4     | 35   | 5   |
| 2010   | GB     | 64    | 356   | 5,6     | 27   | 4   |
| 2011   | GB     | 56    | 239   | 4,3     | 25   | 3   |
| 2012   | GB     | 54    | 259   | 4,8     | 27   | 2   |
| 2013   | GB     | 30    | 120   | 4,0     | 18   | 0   |
| 2014   | GB     | 43    | 269   | 6,3     | 19   | 2   |
| 2015   | GB     | 58    | 344   | 5,9     | 18   | 1   |
| 2016   | GB     | 67    | 369   | 5,5     | 23   | 4   |
| 2017   | GB     | 24    | 126   | 5,3     | 18   | 0   |
| 2018   | GB     | 43    | 269   | 6,3     | 23   | 2   |
| 2019   | GB     | 46    | 183   | 4,0     | 17   | 1   |
| 2020   | GB     | 38    | 149   | 3,9     | 14   | 3   |
| 2021   | GB     | 33    | 101   | 3,1     | 18   | 3   |
| 2022   | GB     | 34    | 94    | 2,8     | 18   | 1   |
| 2023   | NYJ    | 0     | 0     | 0       | 0    | 0   |
| 2024   | NYJ    | 22    | 107   | 4,9     | 18   | 0   |
| Gesamt | Gesamt | 741   | 3573  | 4.8     | 35   | 35  |

## Persönliches Leben
Rogers hat zwei Brüder. Sein jüngerer Bruder Jordan spielte College-Football bei Vanderbilt.
Rodgers ist Pate von Cade Cobb, dem zweiten Sohn von Randall Cobb.
Zwischen 2014 und 2017 war Rodgers mit der Schauspielerin Olivia Munn liiert. Zwischen 2018 und 2020 war Rodgers mit Danica Patrick, einer ehemaligen Stock-Car-Rennfahrerin, liiert. Im Jahr 2020 begann Rodgers eine Beziehung mit der Schauspielerin Shailene Woodley und verlobte sich ein Jahr später. Doch 2022 wurde die Verlobung aufgelöst.
Während seiner Zeit bei den Green Bay Packers lebte Rodgers in Suamico, Wisconsin, sechzehn Kilometer von Lambeau Field entfernt. Er unterhielt auch Wohnsitze in Del Mar und Los Angeles, Kalifornien. Rodgers lebt derzeit in Montclair, New Jersey. Wenige Monate nach seinem Wechsel zu den New York Jets kaufte Rodgers eine Villa in Montclair für 9,5 Millionen Dollar, obwohl der ursprüngliche Listenpreis 11,5 Millionen Dollar betrug.